# Parkes
Parkes Ausztrália fővárosának, Canberrának egyik városrésze.
Canberra központjában, Dél-Canberra kerület északi részén, a Burley Griffin-tó partján helyezkedik el. Itt találhatóak a főváros legnagyobb közintézményei. Lakóövezete nincs. Utcáit uralkodókról és alkotmánnyal kapcsolatos fogalmakról nevezték el. Része az ún. parlamenti háromszögnek. 

## Neve
A városrészt Sir Henry Parkesról nevezték el, aki ausztrál törvényhozó volt és részt vett az ausztrál alkotmány kidolgozásában.

## Földrajza
A legközelebbi városrészek hozzá Reid, Campbell, Acton, Yarralumla és Barton és 
Capital Hill, ahol az ausztrál parlament épülete található.
A terület földrajzát és földtani képződményeit számos tanulmány taglalja. A Canberra-képződmény mészköves sziklái találhatóak az alacsonyabban fekvő rétegekben. Ez fölött a középső szilur időszakból származó Camp Hill homokkőtömbje található.

## Fontosabb helyek
- Nemzetközösség park (Commonwealth Park)
- Királyok park (Kings Park)
- Regatta Point
- Commonwealth Place
- A Burley Griffin-tó középső medencéje (Central Basin)
- Nemzeti Harangjáték (National Carillion)
- Ausztrál Nemzeti Könyvtár (National Library of Australia)
- Nemzeti Tudományos és Technológiai Központ (National Science and Technology Centre)
- Ausztrál Legfelsőbb Bíróság (High Court of Australia)
- Ausztrál Nemzeti Galéria (National Gallery of Australia)
- Nemzeti Arcképtár (National Portrait Gallery)
- A parlament régi épülete (Old Parliament House)
- Nemzeti Rózsakert (National Rose Garden)
- Őslakos Sátor Nagykövetség (Aboriginal Tent Embassy)
- A megbékélés tere (Resconciliation Place)
- Keleti Tömb (East Block)

## Galéria

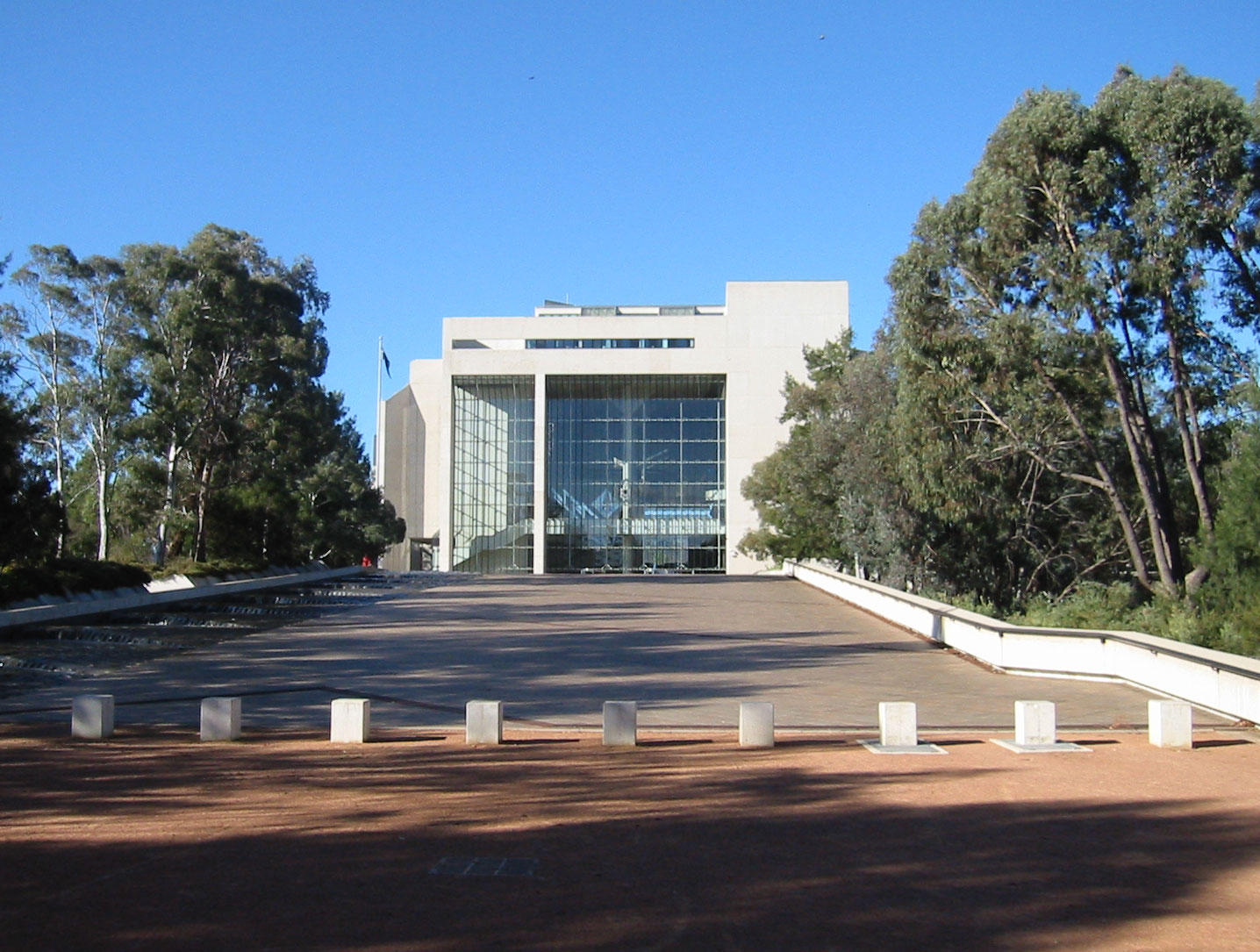
Az Ausztrál Legfelsőbb Bíróság
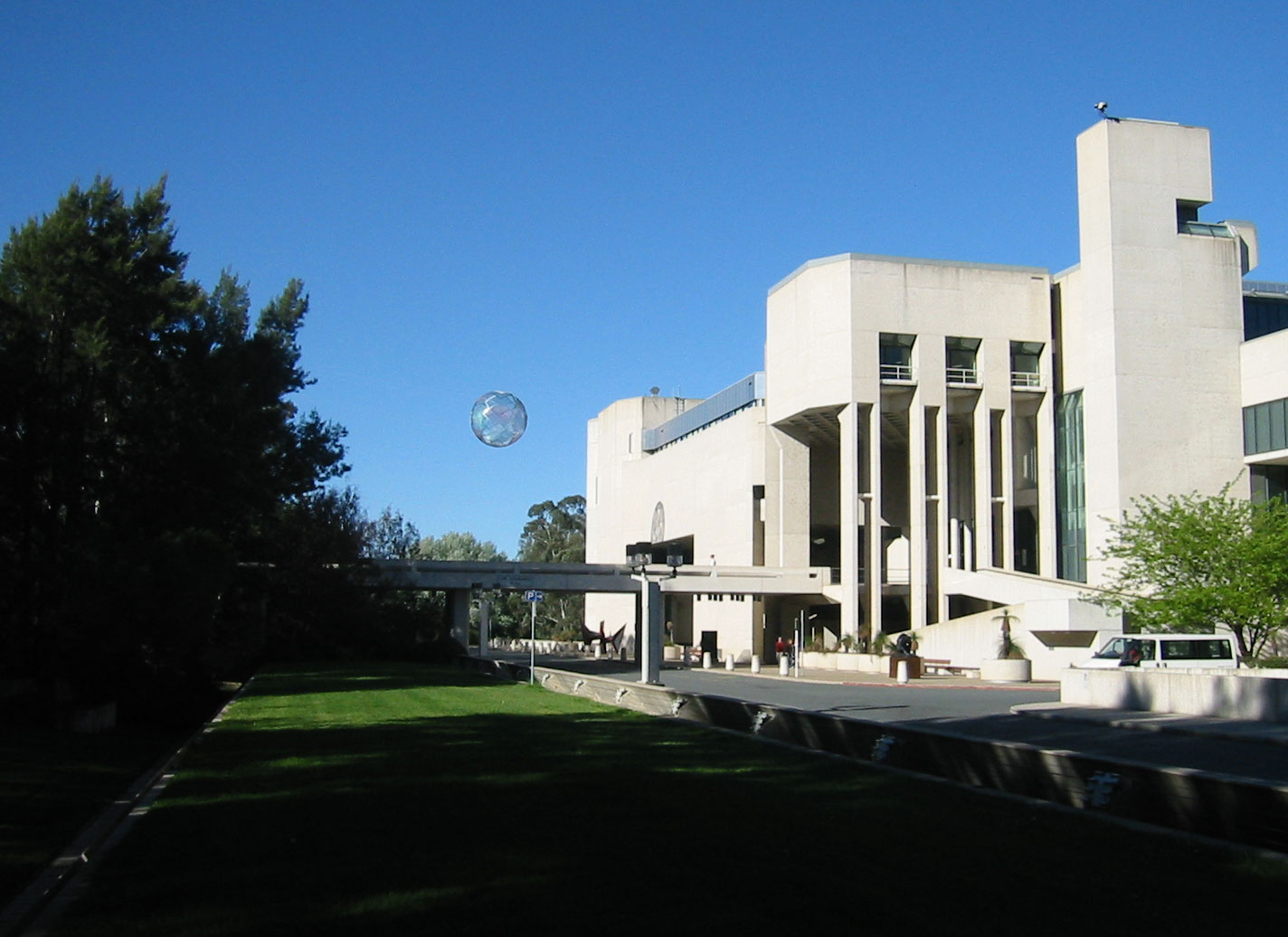
Az Ausztrál Nemzeti Galéria
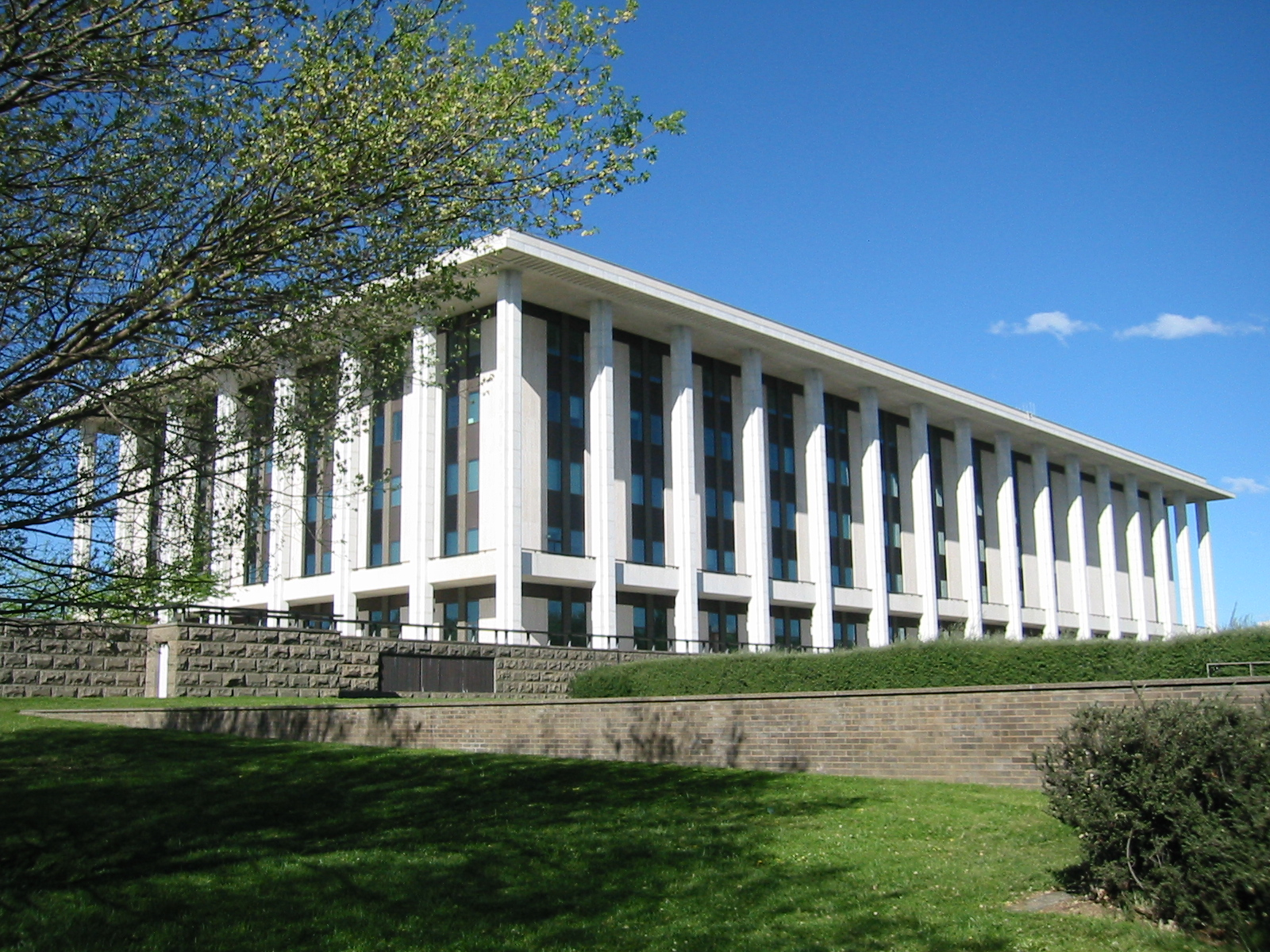
Az Ausztrál Nemzeti Könyvtár
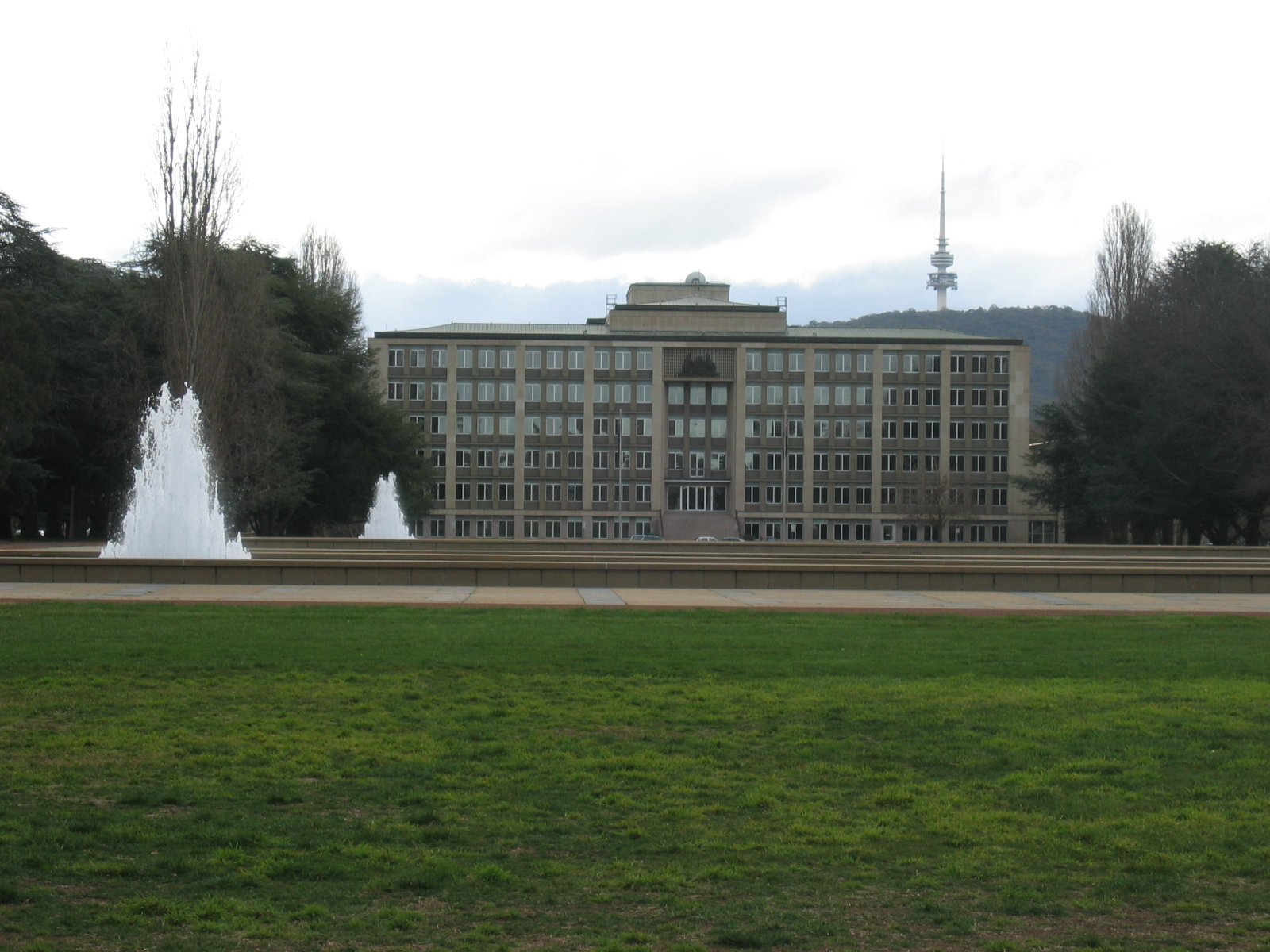
A Kincstár épülete a Telstra-toronnyal a háttérben
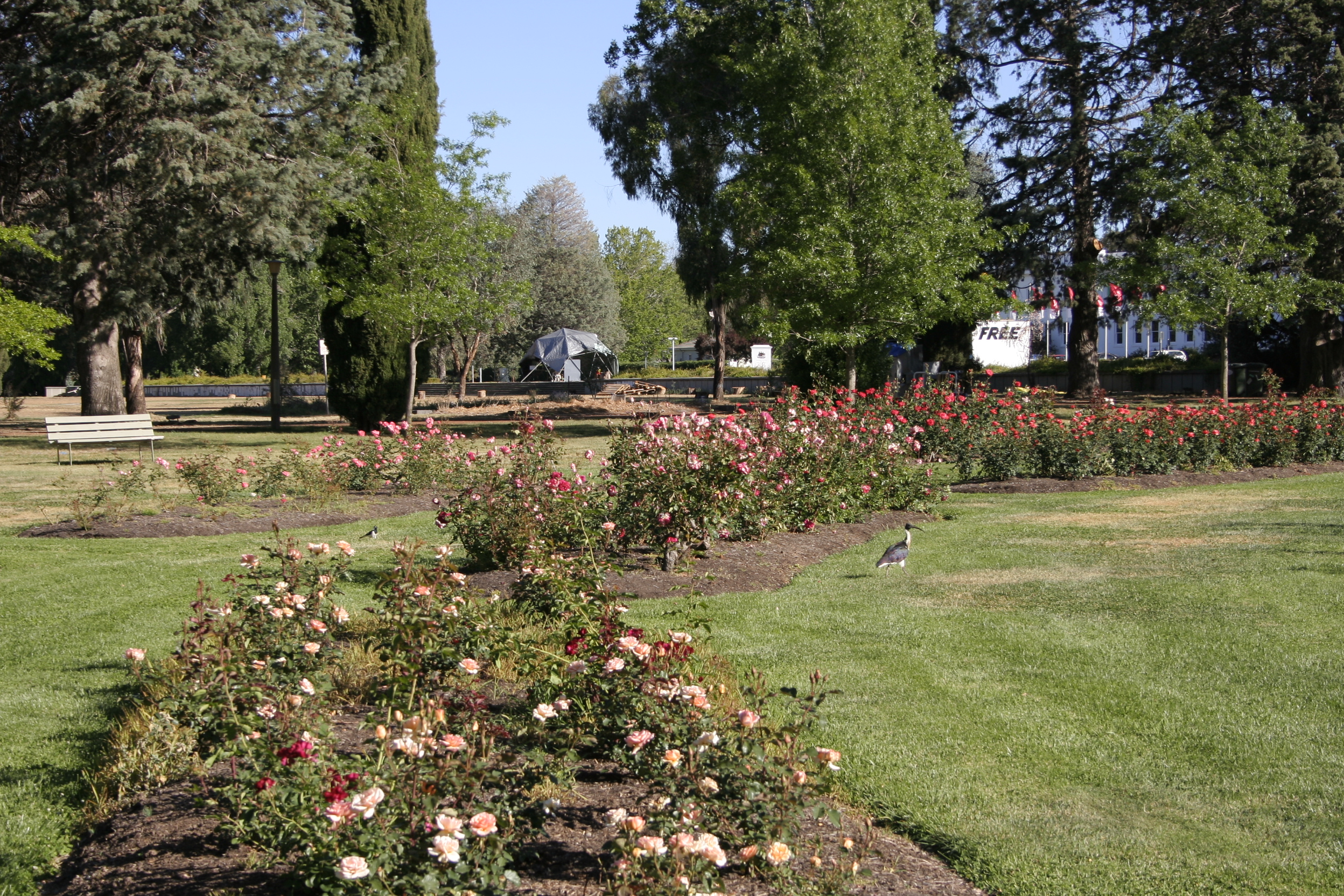
Az Őslakos Sátor Nagykövetség és a régi parlament épülete

## Fordítás
Ez a szócikk részben vagy egészben  a   Parkes, Australian Capital Territory című angol Wikipédia-szócikk ezen változatának fordításán alapul.  Az eredeti cikk szerkesztőit annak laptörténete sorolja fel. Ez a jelzés csupán a megfogalmazás eredetét és a szerzői jogokat jelzi, nem szolgál a cikkben szereplő információk forrásmegjelöléseként.